# Raúl Llorente
Raúl Lorente Raposo (Madrid  , España, 1 de abril de 2009) es un futbolista español que juega como defensa.

## Trayectoria
Formado en las categorías inferiores del Atlético de Madrid, Raúl Llorente ha militado durante dos temporadas en el Deportivo Alavés, conjunto al que llegó procedente del filial del Atlético de Madrid. Fue subcampeón de Europa y del Mundo sub-17, actuando en el mismo equipo que estaban figuras como Cesc Fàbregas, David Silva o el sanluqueño Jurado. De baja estatura, suele prodigarse bastante en ataque.
El defensor en el curso de su carrera futbolística militó también en el Xerez Deportivo y C. D. Tenerife con el que ascendió a la Liga Adelante en 2013.
En enero de 2014 se desvincula del C. D. Tenerife y firma contrato como jugador del Kalloni, décimo clasificado del campeonato griego. El vínculo entre las partes tendrá vigencia hasta junio de 2015.

## Clubes
| Club                           | País      | Año       |
| ------------------------------ | --------- | --------- |
| Atlético de Madrid "B"         | España    | 2005-2008 |
| Deportivo Alavés               | España    | 2008-2010 |
| Xerez C. D.                    | España    | 2010-2011 |
| C. D. Tenerife                 | España    | 2012-2014 |
| Kalloni F. C.                  | Grecia    | 2014-2016 |
| A. O. Platanias                | Grecia    | 2016-2017 |
| Western Sydney Wanderers F. C. | Australia | 2017-2019 |
| C. P. Villarrobledo            | España    | 2021      |